# Petřvald
Petřvald (tysk Peterswald, polsk Pietwałd) er en by i Okres Karviná i Tjekkiske Schlesien, Tjekkiet. Den ligger på den nordøstlige grænse af byen Ostrava.